# Birmânia nos Jogos Olímpicos de Verão de 1960
A Birmânia (atual Myanmar) participou dos Jogos Olímpicos de Verão de 1960 em Roma, na Itália. Nesta participação, o país não conquistou nenhuma medalha.